# Salakadomas
Salakadomas is een bestuurslaag in het regentschap Kuningan van de provincie West-Java, Indonesië. Salakadomas telt 444 inwoners (volkstelling 2010).